# توماس كولير بلات الابن
توماس كولير بلات الابن (بالإنجليزية: Thomas Collier Platt Jr.)‏ (و. 1925 –  م)هو محامي، وقاضي من الولايات المتحدة الأمريكية .

## الخدمة العسكرية
خدم في بحرية الولايات المتحدة.